# أكرولين
الأكرولين (الاسم النظامي: الپروپنال)، هو أبسط  الألدهيدات غير المشبعة، وهو سائل عديم اللون ذو رائحة نفاذة تنتج من الأغذية الغنية بالدهون عند معاملتها بالحرارة العالية. يتواجد في الضباب الدخاني في المدن، يسهم إلى حد كبير في تهيج العين والرئة.
يُعتقد أنه مسبب لمرض السرطان، كما أنه يسبب تهيج الاغشية المخاطية للأنف والعين، كما أن هذه المادة توجد في السجائر وهي تعمل على منع نقل الرواسب الدهنية إلى الكبد، مما يؤدي إلى ارتفاع مستوى الكوليسترول في الدم.